# دانيال كافاناه
دانيال كافاناه (بالإنجليزية: Daniel Cavanagh)‏ هو مغني وعازف قيثارة بريطاني، ولد في 6 أكتوبر 1972 في ليفربول في المملكة المتحدة.

## وصلات خارجية
- دانيال كافاناه على موقع ميوزك برينز (الإنجليزية)
- دانيال كافاناه على موقع ديسكوغز (الإنجليزية)